# Peter Johnstone (Diplomat)
Peter Johnstone, CMG (* 30. Juli 1944) ist ein ehemaliger britischer Diplomat und Kolonialbeamter, der unter anderem zwischen 2000 und 2004 Gouverneur von Anguilla war.

## Leben
Peter Johnstone trat 1962 in den diplomatischen Dienst (HM Foreign Service) ein und fand verschiedene Verwendungen an den Auslandsvertretungen in Bern, Benin, Budapest, Maseru, Dhaka, Dublin und Harare sowie im Ministerium für Auswärtiges und Commonwealth-Angelegenheiten (Foreign and Commonwealth Office). Er war zwischen 1989 und 1991 letzter Generalkonsul in Edmonton sowie von 1995 bis 1998 Botschaftsrat für Handelsangelegenheiten an der Botschaft in Indonesien.
Nach der Abberufung von Robert Harris am 27. Januar 2000 und einer darauf folgenden kommissarischen Amtsführung durch den stellvertretenden Gouverneur Roger Cousins wurde Johnstone am 4. Februar 2000 Gouverneur von Anguilla. Er bekleidete dieses Amt bis zum 29. April 2004, woraufhin Mark Capes kommissarischer Gouverneur wurde und am 28. April 2004 Alan Huckle neuer Gouverneur wurde. 2004 wurde er zum Companion des Order of St Michael and St George (CMG) ernannt.